# Municipi de Hjørring
El municipi de Hjørring és un municipi danès que va ser creat l'1 de gener de 2007 com a part de la Reforma Municipal Danesa, integrant els antics municipis de Hirtshals, Løkken-Vrå i Sindal amb el de Hjørring. El municipi és situat al nord de la península de Jutlàndia, a la Regió de Nordjylland, abasta una superfície de 929,58 km², el més gran de la zona coneguda com a Vendsyssel.
La ciutat més important i capital del municipi és Hjørring (24.963 habitants el 2009). Altres ciutats són:
- Hirtshals
- Sindal
- Vrå
- Løkken

Altres poblacions del municipi:
- Lønstrup
- Tårs
- Bindslev

## Consell municipal
Resultats de les eleccions del 18 de novembre del 2009:
| Partit                       | vots  | % vots |
| ---------------------------- | ----- | ------ |
| Socialdemokratiet            | 8448  | 25,2   |
| Det Radikale Venstre         | 776   | 2,3    |
| Det Konservative Folkeparti  | 1849  | 5,5    |
| Socialistisk Folkeparti      | 3659  | 10,9   |
| Liberal Alliance             | 20    | 0,1    |
| Kristendemokraterne          | 141   | 0,4    |
| Dansk Folkeparti             | 1605  | 4,8    |
| Lokallisten                  | 5145  | 15,3   |
| Venstre                      | 11555 | 34,4   |
| Enhedslisten - De Rød-Grønne | 367   | 1,1    |

### Alcaldes
| Alcalde     | Període               | Partit            |
| ----------- | --------------------- | ----------------- |
| Finn Olesen | 1-1-2007 a 31-12-2009 | Socialdemokratiet |
| Arne Boelt  | 1-1-2010 a 31-12-2013 | Socialdemokratiet |